# Az űrhajós
Az űrhajós (eredeti cím: Spaceman) 2024-es amerikai sci-fi filmdráma, amelyet Johan Renck rendezett és Colby Day írt Jaroslav Kalfař 2017-es Spaceman of Bohemia című regénye alapján. A főbb szerepekben Adam Sandler, Carey Mulligan, Kunal Nayyar, Isabella Rossellini és Paul Dano látható.
Világpremierje 2024. február 21-én volt a 74. Berlini Nemzetközi Filmfesztiválon, majd 2024. február 23-án jelent meg korlátozott számú mozikan, mielőtt a Netflix március 1-jén bemutatta volna.

## Cselekmény
Jakub Procházka gyermekként árván maradt, és meglehetősen szokatlan nagyszüleinél nőtt fel a cseh vidéken. Kis tudósból az ország első űrhajósává vált. Veszélyes, egyedül végrehajtott küldetése során a Chopra-felhő porát kell vizsgálnia. Amikor felszáll az űr ismeretlen terei közé, a Földön hagyja terhes feleségét, Lenkát.
Hat hónappal később, amikor Jakub a JanHus1-gyel a Jupiter mögött van, már nem tudja elérni Lenkát a házában elhelyezett kommunikációs egységen keresztül.
Jakub parancsnoka, Tuma úgy döntött, nem szabad elküldeni JanHus1-nek Lenka Jakubnak küldött üzenetét, amelyben a lány közli vele, hogy szakított vele. Attól tart, ez teljesen kizökkentheti az amúgy is mentálisan labilis kozmonautát.
Jakub az űrhajó fedélzetén felfedez egy óriási, pókszerű lényt, amely ettől kezdve kíséri őt, és beszél hozzá. Egy ellenséges faj inváziója után hagyta el szülőbolygóját, és beutazta a galaxist. Amikor felfedezte a Naprendszert és tanulmányozta a Föld bolygó lakóit, lenyűgözték az emberek érzései. Amikor aztán felfedezte a magányos Jakubot az űrhajójában, távol a szülőbolygójától, úgy érezte, nagyon hasonló helyzetben van, és elhatározta, hogy segít neki.
Jakub a furcsa lényt Hanušnak kereszteli, egy híres cseh után, aki a prágai csillagászati órát építette. A lény segíteni akar Jakubnak a magányossága miatt. Hanuš átkutatja Jakub emlékeit, amelyekből kiderül, hogyan ismerkedett meg Lenkával, és milyen hullámvölgyeket élt át vele. Hanuš felszínre hozza ezeket az emlékeket, és beszélget Jakubbal róluk.
Hanuš az emlékei között kutatva többet tud meg Jakubról: az apja a Csehszlovák Kommunista Párt besúgója volt, és megölték, amikor Jakub még gyerek volt. Jakub kozmonautaként végzett munkája egyben kísérlet arra, hogy jóvá tegye apja bűneit. Megismerkedett Lenkával, de gyakran elhanyagolta őt, mivel inkább az űrhajós karrierjére koncentrált, és akkor sem volt vele, amikor elvetélt. Hanuš, kiábrándulva a látottakból, elhagyja az űrhajót, Jakubot pedig kétségbeesetten hátrahagyja.
Jakub meggyőz egy földi technikust, hogy vigyen el egy üzenetet Lenkának, amelyben bocsánatot kér tőle. Hanuš ekkor visszatér, és elárulja, egy parazita fertőzés miatt haldoklik, amely az egész faját kiirtotta.
Végül elérik a Chopra-felhőt, amelyről kiderül, hogy az univerzum kezdetének maradványa, és amelyben az idő minden pillanata egyszerre létezik. Hanuš elindul, hogy meghaljon az űrben, de Jakub követi őt. A felhőben Jakub arra a következtetésre jut, hogy csak a feleségével akar lenni. Hanuš a fertőzés következtében meghal, Jakubot pedig egy dél-koreai hajó veszi fel. Jakub és Lenka újra beszélni kezdenek egymással.

## Szereplők
| Szerep          | Színész             | Magyar hang     |
| --------------- | ------------------- | --------------- |
| Jakub Prochazka | Adam Sandler        | Csőre Gábor     |
| Lenka Procházka | Carey Mulligan      | Solecki Janka   |
| Hanus           | Paul Dano           | Molnár Levente  |
| Peter           | Kunal Nayyar        | Pálmai Szabolcs |
| Tuma            | Isabella Rossellini | Kovács Nóra     |
| Zdena           | Lena Olin           | Kocsis Judit    |

## Fordítás
- Ez a szócikk részben vagy egészben  a   Spaceman (2024 film) című angol Wikipédia-szócikk fordításán alapul.  Az eredeti cikk szerkesztőit annak laptörténete sorolja fel. Ez a jelzés csupán a megfogalmazás eredetét és a szerzői jogokat jelzi, nem szolgál a cikkben szereplő információk forrásmegjelöléseként.